# Dámóc
Dámóc ist eine ungarische Gemeinde im Kreis Cigánd im Komitat Borsod-Abaúj-Zemplén. Zur Gemeinde gehört der südlich gelegene Ortsteil Őrhegy.

## Geografische Lage
Dámóc liegt in Nordungarn, an der Grenze zur Slowakei, 97 Kilometer nordöstlich des Komitatssitzes Miskolc und 17 Kilometer nordöstlich der Kreisstadt Cigánd. Nachbargemeinden sind Zemplénagárd, Révleányvár und Lácacséke. Jenseits der Grenze liegt die slowakische Gemeinde Pribeník.

## Geschichte
Im Jahr 1913 gab es in der damaligen Kleingemeinde 141 Häuser und 673 Einwohner auf einer Fläche von 1695 Katastraljochen. Sie gehörte zu dieser Zeit zum Bezirk Bodrogköz im Komitat Zemplén.

## Sehenswürdigkeiten
- Griechisch-katholische Kirche Istenszülő oltalma, erbaut 1816–1832
- Römisch-katholische Kapelle Sarlós Boldogasszony
- Griechisch-katholische Kapelle Az Istenszülő első máriapócsi ikonjának könnyezése, im Ortsteil Őrhegy

## Verkehr
Durch Dámóc verläuft die Landstraße Nr. 3807, durch den Ortsteil Őrhegy die Landstraße Nr. 3809. Es bestehen Busverbindungen über Zemlénagárd nach Révleányvár sowie über Lácacséke, Semjén und Ricse nach Cigánd. Der nächstgelegene Bahnhof befindet sich südöstlich in Tuzsér.